# Торпедо (стадион, Могилёв)
«Торпе́до» — футбольный стадион в Могилёве, Беларусь. Стадион местного клуба «Днепр-Могилёв». Максимальная вместимость — 3560 человек.

## История
Стадион был построен в 1960 году. Входит в состав спортивного комплекса «Торпедо» (ранее назывался «Кировец»). На территории комплекса расположены: стадион, спортивный зал, теннисные корты, хоккейная коробка, футбольное поле, роликобежный стадион, лыжероллерная трасса.
«Торпедо» имеет одну крытую трибуну, натуральное травяное покрытие поля. Установлены мачты освещения, которые в настоящее время не функционируют.